# ポテンシャル障壁
ポテンシャル障壁（ポテンシャルしょうへき）とは、近距離では引力が、遠距離では斥力が働くことにより、障壁のように図示されるポテンシャル。古典力学では物体がポテンシャル障壁を乗り越えることは、ポテンシャルの高さよりエネルギーが大きくない限りできないが、粒子を波として考える量子力学においてはポテンシャル障壁を通過できる場合がある（トンネル効果）。